# Tony Bongiovi
Tony Bongiovi, né le 7 septembre 1947 à Raritan (New Jersey), est un producteur et ingénieur du son américain, célèbre pour avoir produit de nombreux artistes comme, entre autres, Gloria Gaynor, Talking Heads, Aerosmith ou The Ramones.

## Production musicale
Parmi les plus de deux cents titres qu'il produisit :
1975
- Never Can Say Goodbye et Experience Gloria Gaynor - Gloria Gaynor
- Crash Landing et Midnight Lightning - Jimi Hendrix (sessions posthumes)
- Are You Ready For Freddy? - Freddy Fender

1976
- I've Got You - Gloria Gaynor

1977
- Leave Home et Rocket to Russia - The Ramones
- Talking Heads: 77 - Talking Heads
- Tailgunner - Jimmy McGriff
- Star Wars and Other Galactic Funk - Meco

1978
- Close Encounters Theme - Meco
- Ace Frehley - Ace Frehley

1979
- This Is My Life (La Vita) avec Meco - Shirley Bassey

1980
- Christmas in the Stars: Star Wars Christmas Album et The Empire Strikes Back - Meco
- 1978-80: 1978-1980 Six Singles - Al Downing

1981
- Balance - Balance

1982
- I'll Be Loving You, Darlene et Big Al Downing - Al Downing
- Rock in a Hard Place - Aerosmith
- In for the Count - Balance

1983
- Bark at the Moon - Ozzy Osbourne
- Superstar - Lydia Murdock

1984
- Bon Jovi - Bon Jovi
- Love on the Line - Lydia Murdock

1990
- Back for Another Taste - Helix

2002
- Sympathy - Goo Goo Dolls

2005
- As Above So Below - NoEnd

## Autres artistes produits
- Jodi Bongiovi
- Cindy Bullens
- Carlene Carter
- Rick Derringer
- Mike DeVille
- Buck Dharma
- Carol Douglas
- The Electriks
- Barry Goudreau
- Gus & The New Breed
- Millie Jackson
- The Rezillos
- David Sylvian
- Tuff Darts
- Samantha Sang
- Marlena Shaw